# SUnit
SUnit（エスユニット）とは、Smalltalkにおける単体試験スイートである。エクストリーム・プログラミングの提唱者でもあるケント・ベックによって書かれた。CppUnitなどXUnitの原型となっている。2017年現在の最新バージョンはSUnit 4.0である。

## 概要
SUnitはSmalltalk上で完結しておりSmalltalkのみで試験の記述と実施ができる。 SUnitは試験項目をコードで記述することにより毎回同じ試験ができる。このためSUnitの登場により人がプログラムを操作していたときと比べ正確な単体試験ができるようになった。しかしソースコードを畫く知識が求められるため書けない人を試験担当者できないという弱点も発生した。中核はライブラリーであるが、一般的にはSmalltalk環境ごとのGUIと連動するためのツールキットと共にパッケージにして配布されている。

## 歴史
SUnitはケント・ベックの著書「Kent Beck's Guide to Better Smalltalk」の第30章「Simple Smalltalk Testing」および「Simple Smalltalk Testing：With Patterns」（1989）にて発表された。

## SUnitとリファクタリング
SUnitによる試験の自動化はそれまで禁忌とされていた試験済みソースコードの改変を可能にした。SUnitによりオブジェクトの入出力のみを保証するブラックボックス試験を記述すればSUnitから見えるオブジェクトのプロトコル（あるはインターフェース）が変わらない限り試験対象のクラスをどんなに改編しようと同じ試験メソッドを使いつづけることができ改編後も動作に問題が無いことを保証することができる。例えばメソッドを派生クラスから基底クラスに移動、メンバーの変数を別のオブジェクトに委譲、あるいは複数のメソッドで共通するメッセージ送信を新しいメソッドとして抽出など、これらの修正はブラックボックス試験である限り試験メソッドと動作には影響はない。この考えに基き積極的に試験済みのソースコードを改編する手法としてリファクタリングが生まれた。
なお単体試験においてホワイトボックス試験はリファクタリングを妨げるためすべきでないとされる。

## 例

### 試験ケース
SUnitでは試験をクラスとして記述する。このクラスを試験ケースと呼ぶ。
次に可変長配列であるOrderedCollectionを試験する試験ケースの例を記述する。
```
TestCase

    
subclass:
               
#OrderedCollectionTest

    
instanceVariableNames:
  
'sourceIndex sourceValue expectedValue'

    
classVariableNames:
     
''

    
poolDictionaries:
       
''

    
category:
               
'Example'
.

    

OrderedCollectionTest

    
createGetMethod:
    
'sourceIndex'
;

    
createSetMethod:
    
'sourceIndex'
;

    
createGetMethod:
    
'sourceValue'
;

    
createSetMethod:
    
'sourceValue'
;

    
createGetMethod:
    
'expectedValue'
;

    
createSetMethod:
    
'expectedValue'
;

    
yourself
.

OrderedCollectionTest
 
methodsFor:
 
'accessing'

!

targetClass

    
^
 
OrderedCollection
.

!!

OrderedCollectionTest
 
methodsFor:
 
'setUp-tearDown'

!

setUp

    
"(4)"

    
super
 
setUp
.

    
self

        
sourceIndex:
 
1
;

        
sourceValue:
 
1
;

        
expectedValue:
 
1
.

!

tearDown

    
"(5)"

    
    
super
 
tearDown
.

!!

OrderedCollectionTest
 
methodsFor:
 
'test'

!

runAt0

    
|
 target 
|

    
    
target
 
:=
 
self
 
targetClass
 
new
.

    
target
 
add:
 
self
 
sourceValue
.

    
"(6)"

    
self
 
assert:
 
self
 
expectedValue
 
=
 ( 
target
 
at:
 
self
 
sourceIndex
 )
.

!

testAt0_0

    
"(2)"

    
    
self
 
runAt0
.

!

testAt0_1

    
"(2)"

    
self

        
sourceValue:
 
2
;

        
expectedValue:
 
2
.

    
    
self
 
runAt0
.

!

runAt1

    
|
 target 
|

    
    
target
 
:=
 
self
 
targetClass
 
new
.

    
target
 
add:
 
self
 
sourceValue
.

    
self
 
deny:
 
self
 
expectedValue
 
=
 ( 
target
 
at:
 
self
 
sourceIndex
 )
.

!

testAt1_0

    
"(2)"

    
self
 
sourceValue:
 
2
.

    
    
self
 
runAt1
.

!

runAt2

    
|
 target 
|

    
    
target
 
:=
 
self
 
targetClass
 
new
.

    
target
 
add:
 
self
 
sourceValue
.

    
    
"(7)"

    
self
 
        
should:

        [
            
target
 
at:
 
self
 
sourceIndex
.

        ]
        
raise:
 
SystemExceptions
.
IndexOutOfRange
.

!

testAt2_0

    
"(2)"

    
self
 
sourceIndex:
 
2
.

    
    
self
 
runAt2
.

!!

|
 result 
|

"(3)"

result
 
:=
 
OrderedCollectionTest
 
suite
 
run
.

result
 
printOn:
 
Transcript
.

```

試験ケースは（1）の様にTestCaseを直接または間接的に継承したクラスで殆どの場合試験対象となるクラスと一対にすることが多い。試験ケースの中にある（2）の様なtestがついたセレクターを持つメソッドは試験メソッドと呼び、開発者は試験メソッドの中に試験方法を記述する。試験方法を試験メソッドとして記述しておけばSUnitにより複数の実行条件、複数の実行単位により実行されるようになる。実行条件は単に試験の合格状況を確認するための失敗しても停止しない通常実行とデバッグ修正を目的とした失敗した時点で停止するデバッグ実行がある。実行単位では、試験メソッド個別、試験ケース単位、TestCaseの派生全てといったものがある。この例では（3）により試験ケース単位で実行している。ただし、実際の試験の実行はGUIで行うため（3）のように明示的なメッセージを書くことは無い。
（4）（5）の#setUpや#tearDownをセレクターを持つメソッドは試験メソッドの前後実行されるメソッドでそれぞれ試験ケースに共通する変数の初期化やファイルの削除などを実行するために使われる。#setUpは試験メソッドの実行前、#tearDownは試験メソッドの実行後に実行される。
（6）（7）の#assert:や#should:raise:は評価メッセージで実行結果を評価し試験の合否を判定する。#assert:は引数がtrueになれば合格とするメッセージで、#should:raise:はshould:の引数として与えたブロックからraise:の引数に指定した例外が発生すれば合格とするメッセージである。なお#assert:には#deny:、#should:raise:には#shouldnt:raise:という評価が逆転したメッセージが存在する。

### 試験用資源
SUnitでは複数の試験ケースで共有する資源の初期化と破棄を管理する仕組みとして試験用資源が存在する。試験用資源もクラスとして記述しDB接続等に利用される。
次にDB接続を管理する試験用資源の例を記述する。
```
"(1)"

TestResource

    
subclass:
               
#SomeResource

    
instanceVariableNames:
  
'connection'

    
classVariableNames:
     
''

    
poolDictionaries:
       
''

    
category:
               
'Example'
.

    

SomeResource

    
createGetMethod:
    
'connection'
;

    
createSetMethod:
    
'connection'
.

SomeResource
 
methodsFor:
 
'setUp-tearDown'

!

setUp

    
"(3)"

    
super
 
setUp
.

    
self
 
connection:

    (
        
DBI
.
Connection

             
connect:
   
'DBI:PostgreSQL:dbname=somedb:host=localhost'

             
user:
      
'someone'

             
password:
  
'password'

    )
.

!

tearDown

    
"(3)"

    
self
 
close
.

    
super
 
tearDown
.

!!

TestCase

    
subclass:
               
#SomeTest

    
instanceVariableNames:
  
''

    
classVariableNames:
     
''

    
poolDictionaries:
       
''

    
category:
               
'Example'
.

SomeTest
 
methodsFor:
 
'accessing'

!

resources

    
"(2)"

    
^
 
Array
 
with:
 
SomeResource
.

!!

SomeTest
 
methodsFor:
 
'test'

!

testSome

    
"(4)"

    ( 
SomeResource
 
current
 
connection
 
select:
 
'select * from SomeTable'
 ) 
do:

    [ 
:
row
 
|

        
self
 
assert:
 
0
 
=
 
row
 
at:
 
'SomeColumn'
.

    ]
.

!!

```

試験用資源は基本的に試験ケースと同じで試験ケースの基底クラスを（1）の様なTestResourceに変更し、試験メソッドを無くしたクラスになっている。試験用資源は（2）の様に試験ケースに#resourcesというセレクターを持ったメソッドを登録することで紐づけることができ、試験用資源に紐づいた全ての試験ケースが始まる前と後に（3）の#setUpと#tearDownを実行する。（4）の様に試験用資源に#currentメッセージを送ることで試験ケースから試験用資源を参照できる。